# NGC 3245A
NGC 3245A في الفهرس العام الجديد، هي مجرة، تقع في كوكبة الأسد الأصغر. اكتشفت بواسطة ويليام هيرشل.

## روابط خارجية
- NGC 3245A على موقع ويكي سكاي: DSS2, SDSS, GALEX, IRAS, Hydrogen α, X-Ray, Astrophoto, Sky Map, Articles and images